# Przewóz (gromada w powiecie radziejowskim)
Przewóz – dawna gromada, czyli najmniejsza jednostka podziału terytorialnego Polskiej Rzeczypospolitej Ludowej w latach 1954–1972.
Gromady, z gromadzkimi radami narodowymi (GRN) jako organami władzy najniższego stopnia na wsi, funkcjonowały od reformy reorganizującej administrację wiejską przeprowadzonej jesienią 1954 do momentu ich zniesienia z dniem 1 stycznia 1973, tym samym wypierając organizację gminną w latach 1954–1972.
Gromadę Przewóz z siedzibą GRN w Przewozie utworzono – jako jedną z 8759 gromad na obszarze Polski – w powiecie aleksandrowskim w woj. bydgoskim, na mocy uchwały nr 24/1 WRN w Bydgoszczy z dnia 5 października 1954. W skład jednostki weszły obszary dotychczasowych gromad Broniszewo, Goplana, Nowa Wieś, Przewóz, Wywoźnia, Paulina, Piastowo, Włodzimira i Zygmuntowo, ponadto miejscowości Racięcin wieś i Janowo Racięckie wieś z dotychczasowej gromady Racięcin oraz miejscowości Katarzyna wieś i Łączki wieś z dotychczasowej gromady Katarzyna ze zniesionej gminy Ruszkowo w tymże powiecie. Dla gromady ustalono 25 członków gromadzkiej rady narodowej.
1 stycznia 1956 gromada weszła w skład nowo utworzonego powiatu radziejowskiego w tymże województwie.
31 grudnia 1961 do gromady Przewóz włączono wsie Byszewo, Goplana, Lisiawki, Marianowo, Połajewo Stare, Połajewo Nowe, Połajewo z Wygodą, Połajewo, Probostwo, Połajewek, Przedłuż, Rudzk Mały-Kordon, Rudzk Mały B, Rudzk Duży, Sokoły i Władysławowo ze zniesionej gromady Połajewo oraz wieś Kazimierowo ze zniesionej gromady Sadlno w tymże powiecie.
1 stycznia 1972 gromadę Przewóz połączono z gromadą Morzyczyn, tworząc z ich obszarów gromadę Przewóz z siedzibą Gromadzkiej Rady Narodowej w Przewozie w tymże powiecie (de facto gromadę Morzyczyn zniesiono, włączając jej obszar do gromady Przewóz).
Gromada przetrwała do końca 1972 roku, czyli do kolejnej reformy gminnej.